# 26 Возничего
26 Возничего (лат. 26 Aurigae, HD 37269) — кратная звезда в созвездии Возничего на расстоянии (вычисленном из значения параллакса) приблизительно 566 световых лет (около 174 парсеков) от Солнца.

## Характеристики
Первый компонент — белая звезда спектрального класса A2,5V, или A1IV, или B9V. Видимая звёздная величина звезды — +6,29m. Масса — около 2,1 солнечных, радиус — около 1,4 солнечного, светимость — около 6 солнечных.
Второй компонент — жёлтый гигант спектрального класса F6III или G8III. Видимая звёздная величина звезды — +6,21m. Масса — около 3 солнечных, радиус — около 10,64 солнечных. Эффективная температура — около 6219 К. Орбитальный период — около 52,735 лет. Удалён на 0,154 угловой секунды.
Третий компонент (HD 37269C) — жёлто-белая звезда спектрального класса F0V. Видимая звёздная величина звезды — +8m. Радиус — около 1,8 солнечного, светимость — около 8,582 солнечных. Эффективная температура — около 7362 К. Удалён на 12,4 угловых секунды.
Четвёртый компонент (CCDM J05386+3030D) — оранжевый гигант спектрального класса K. Видимая звёздная величина звезды — +11,5m. Радиус — около 15,44 солнечных, светимость — около 60,191 солнечных. Эффективная температура — около 4091 К. Удалён на 33,1 угловых секунды.